# Marie-Françoise André
Pour les articles homonymes, voir André.
Marie-Françoise André, née le 21 novembre 1953 à Paris, est une géographe et géomorphologue française spécialisée dans l'étude de l'architecture des paysages dans les régions polaires (Labrador, Spitzberg, Laponie, Antarctique). Elle applique ensuite ses connaissances sur l'érosion de la pierre dans le domaine de la préservation du patrimoine, notamment à Angkor. Ses recherches sont récompensées par une médaille d'argent du CNRS.

## Biographie
Enseignante-chercheuse en géomorphologie, elle est membre de l'URA 1562 du CNRS à Clermont-Ferrand en 1993 et intègre la même année, à sa création, le Laboratoire de géographie physique et environnementale (GEOLAB). Maître de conférences à l'université de Limoges en 1994, elle est professeur de géographie à l'université Blaise-Pascal depuis 1997 et assure la direction du GEOLAB pendant neuf ans (1998-2007). Elle est membre de l'Académie des sciences d'outre-mer et membre senior de l'Institut universitaire de France (2010-2015).

## Travaux
Après une thèse de 3e cycle sur l’évolution géomorphologique du Nord Labrador, sa thèse d'État, soutenue en 1991, porte sur la dynamique et l’évolution des versants au Spitzberg. Elle étudie ensuite les mutations paysagères au cours du temps et l'influence des variations climatiques en Laponie suédoise et dans la péninsule antarctique. Elle publie également des travaux d’épistémologie sur la géomorphologie et la recherche française sur les pôles.
À partir des années 2000, Marie-Françoise André axe ses travaux sur les vitesses de l’érosion de la pierre dans les monuments historiques. Dans le cadre du projet pluridisciplinaire Ta Keo à Angkor, à l'aide de la photogrammétrie et de la géomatique, son équipe parvient à montrer le rôle protecteur de la forêt et donc l’accélération de la dégradation des temples liée à la déforestation. Ce travail sur les causes et les vitesses de la dégradation de l'épiderme des monuments, ainsi que le lien entre géomorphologie et patrimoine a été récompensé par une médaille d'argent du CNRS. Il s'est poursuivi dans le Massif Central, en Guyane et dans les îles méditerranéennes (Malte et Chypre).
Enseignante émérite, elle a dirigé une vingtaine de thèses, publié une soixantaine d'articles et rédigé plusieurs ouvrages généralistes sur les paysages polaires.

## Récompenses et distinctions
- Médaille d'argent du CNRS (2011)[12]

## Publications
- (en) Monique Fort, Marie-Françoise André, Landscapes and Landforms of France, Springer, 2 octobre 2016, 296 p. (ISBN 9402406697)
- Alain Godard, Marie-Françoise André, Les milieux polaires, Armand Colin, 30 juillet 2013, 460 p. (EAN 9782200289874)
- Fabienne Lemarchand, Marie-Françoise André et Frédérique Rémy, Cap sur les pôles : 100 questions sur les mondes polaires, Omniscience, 24 novembre 2011, 222 p. (EAN 9782916097251)
- Le monde polaire : Mutations et transitions, Ellipses, 14 décembre 2005, 187 p. (EAN 9782729826833)